# 陳鍾芳
陳鍾芳，順天府宛平縣（今屬北京市）人。清朝官員，同進士出身。
陳鍾芳為道光十七年（1837年）丁酉科舉人，道光二十七年（1847年）張之萬榜三甲進士。後任內閣中書。